# Place du Quirinal

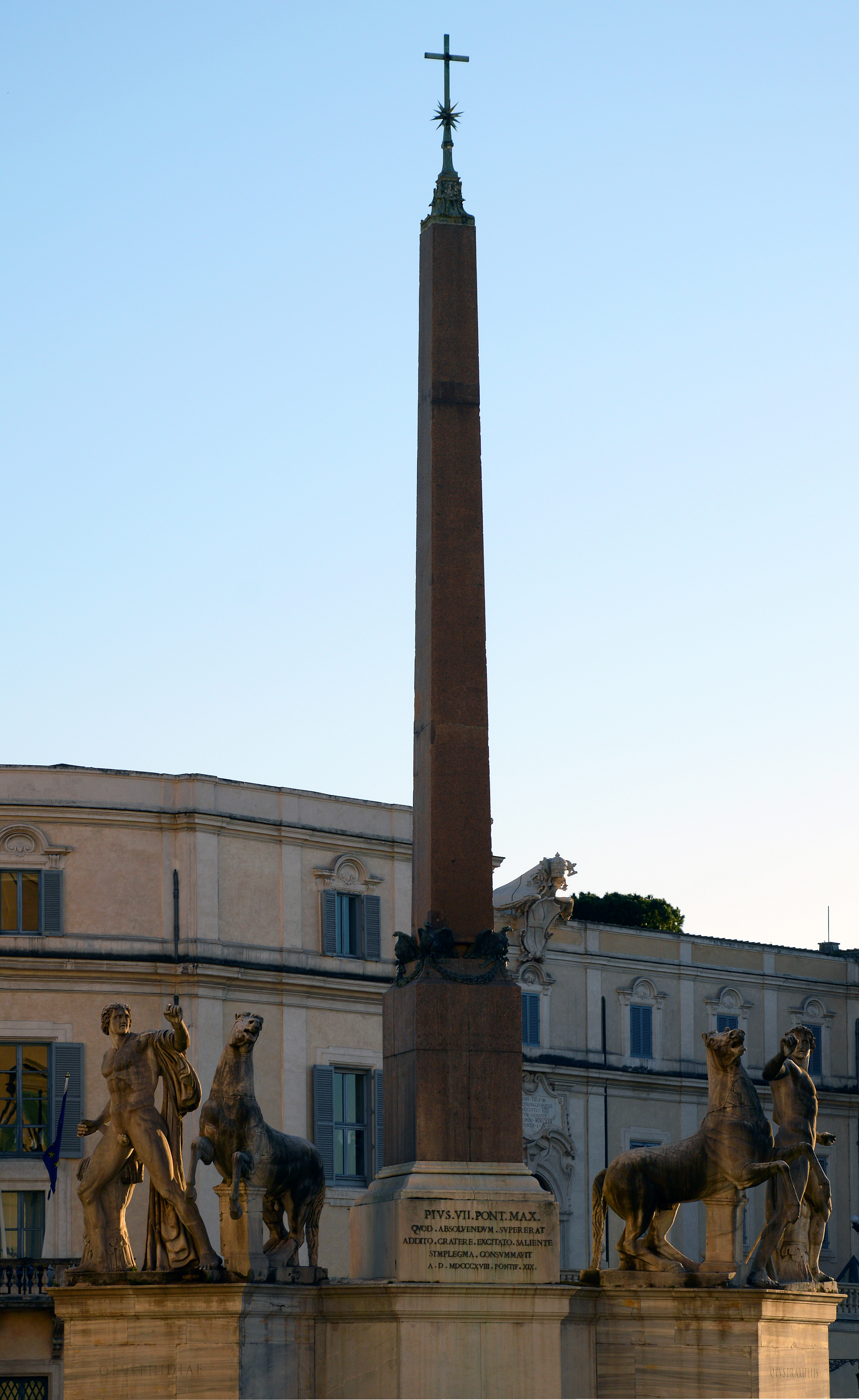
La Fontaine des Dioscures et l'Obélisque

La place du Quirinal est une place du centre historique de Rome, située sur le haut de la colline du Quirinal, la plus élevée du centre ville. Elle se trouve dans les Rioni Monti et Trevi,   

## Description
La place est bordée au nord-est par l'imposante façade du palais du Quirinal, la résidence officielle du président de la République italienne, construit dans les années 1573-1585 par Martino Longhi l'Ancien, et plus tard (1578) par Ottaviano Mascherino, comme résidence d'été des papes, puis étendu par les architectes Fontana, Ponzio, Carlo Maderno et le Bernin.
Avec la prise de Rome (20 septembre 1870), le bâtiment est devenu le siège de la monarchie italienne et, après le référendum institutionnel (2 juin 1946), le siège de la plus haute magistrature républicaine.
Au centre de la place se trouve le grand groupe de sculptures de la fontaine des Dioscures, également appelée la Fontaine de Monte-Cavallo, datant de l'époque impériale. Les statues proviennent des Thermes de Constantin, et représentent les jumeaux Castor et Pollux, les Dioscures, qui tiennent les rênes de leurs chevaux. Inclus dans le groupe, un obélisque qui a été trouvé dans le Mausolée d'Auguste.
Le côté est de la place est bordée par le palais de la Consulta, autrefois tribunal de l'État pontifical, puis ministère de l'Afrique italienne, et siège, depuis 1955, de la Cour Constitutionnelle.
Sur le côté opposé de la résidence présidentielle se trouvent les Écuries du palais du Quirinal (XVIIIe siècle, Alessandro Specchi et Ferdinando Fuga). L'édifice, restauré intégralement dans les années 1997-1999, est maintenant utilisé comme lieu pour des expositions d'art.
Sur le côté ouest de la place, une balustrade qui surplombe le panorama de la capitale.